# Primera División B 2014
El campeonato de la Primera División B 2014 del fútbol paraguayo, fue el septuagésimo tercer campeonato oficial de la Primera División B organizado por la Asociación Paraguaya de Fútbol. Se dio inicio el 26 de abril y finalizó el 26 de octubre.
El campeón ascendió a la División Intermedia y el subcampeón jugó un repechaje contra el campeón de la Primera B Nacional 2014 por el ascenso a la misma categoría. Además, los dos últimos ubicados en la tabla de posiciones descendieron a la Primera División C.
Se consagró campeón por primera vez el Club Cristóbal Colón de Ñemby.
Los equipos que descendieron a la Primera División C fueron los clubes Presidente Hayes y Atlántida.

## Sistema de competición
El modo de disputa implementado fue, al igual que en las temporadas precedentes, el de todos contra todos a partidos de ida y vuelta, es decir a dos rondas compuestas por trece jornadas cada una con localía recíproca. Se consagró campeón el equipo que acumuló la mayor cantidad de puntos al término de las 26 fechas.
En caso de paridad de puntos entre dos contendientes, se define el título en un partido extra. De existir más de dos en disputa, se resuelve según los siguientes parámetros:
1) saldo de goles;
2) mayor cantidad de goles marcados;
3) mayor cantidad de goles marcados en condición de visitante;
4) sorteo.

## Producto de la clasificación
- El torneo coronó al 72° campeón en la historia de la Primera División B.

- El campeón del torneo, obtuvo directamente su ascenso a la División Intermedia.

- El subcampeón del torneo, accedió al repechaje por el ascenso contra el campeón de la Primera División Nacional B.

- Los equipos que obtuvieron el menor puntaje en el torneo, descendieron a la Primera División C.

## Ascensos y descensos
| Ascendidos a División Intermedia                                                                                                  |
| --- |
| Olimpia de Itá (Campeón de la Primera División B)                                                                                 |
| Sportivo Iteño (Subcampeón de la Primera División B y ganador del repechaje ante el subcampeón de la Primera División Nacional B) |

| Descendidos a Primera División C                             |
| ------------------------------------------------------------ |
| General Caballero CG (Último ubicado en la temporada pasada) |
| 12 de Octubre SD (Penúltimo ubicado en la temporada pasada)  |

| Ascendidos de Primera División C                    |
| --------------------------------------------------- |
| Sportivo Limpeño (Campeón de la Primera División C) |
| Club Oriental (Subcampeón de la Primera División C) |

| Descendidos de División Intermedia                                |
| ----------------------------------------------------------------- |
| Fernando de la Mora (Tercer peor promedio en la temporada pasada) |
| Martín Ledesma (Peor puntaje promedio en la temporada pasada)     |

## Equipos participantes
| Equipo              | Fundación                | Ciudad                    | Estadio                | Capacidad |
| ------------------- | ------------------------ | ------------------------- | ---------------------- | --------- |
| 29 de Setiembre     | 30 de abril de 1942      | Luque                     | Molino                 | 2500      |
| 3 de Febrero        | 10 de marzo de 1949      | Ricardo Brugada, Asunción | 3 de Febrero           | 500       |
| 3 de Noviembre      | 15 de mayo de 1959       | San Pablo, Asunción       | Rubén Ramírez          | 1500      |
| Atlántida           | 23 de diciembre de 1906  | Barrio Obrero, Asunción   | Flaviano Díaz          | 1000      |
| Benjamín Aceval     | 6 de junio de 1918       | Villa Hayes               | Isidro Roussillón      | 5000      |
| Capitán Figari      | 1 de marzo de 1931       | Lambaré                   | Juan B. Ruíz Díaz      | 4000      |
| Cerro Corá          | 1 de marzo de 1925       | Campo Grande, Asunción    | Andrés Rodríguez       | 6000      |
| Colegiales          | 7 de enero de 1977       | Lambaré                   | Luciano Zacarías       | 8000      |
| Cristóbal Colón     | 25 de octubre de 1925    | Ñemby                     | Pablo Patricio Bogarín | 2500      |
| Fernando de la Mora | 25 de diciembre de 1925  | Vista Alegre, Asunción    | Emiliano Ghezzi        | 6000      |
| Martín Ledesma      | 22 de septiembre de 1914 | Capiatá                   | Enrique Soler          | 5000      |
| Oriental            | 12 de marzo de 1912      | Ricardo Brugada, Asunción | Oriental               | 3500      |
| Presidente Hayes    | 8 de noviembre de 1907   | Tacumbú, Asunción         | Kiko Reyes             | 5000      |
| Sportivo Limpeño    | 16 de julio de 1914      | Limpio                    | Optaciano Gómez        | 1800      |

### Distribución geográfica de los equipos
| Región                           | Cant. | Equipos |
| -------------------------------- | ----- | --- |
| Distrito Capital                 | 7     | 3 de Febrero, 3 de Noviembre, Atlántida, Cerro Corá, Fernando de la Mora, Oriental, Presidente Hayes.                                                  |
| Departamento Central             | 6     | 29 de Setiembre (Luque); Capitán Figari y Atlético Colegiales (Lambaré); Martín Ledesma (Capiatá); Cristóbal Colón (Ñemby); Sportivo Limpeño (Limpio). |
| Departamento de Presidente Hayes | 1     | Benjamín Aceval. |

## Clasificación
| Pos. | Equipos             | PJ | Pts. |
| ---- | ------------------- | -- | ---- |
| 1.   | Cristóbal Colón     | 26 | 54   |
| 2.   | Fernando de la Mora | 26 | 52   |
| 3.   | Martín Ledesma      | 26 | 51   |
| 4.   | Sportivo Limpeño    | 26 | 44   |
| 5.   | Cerro Corá          | 26 | 41   |
| 6.   | 29 de Setiembre     | 26 | 33   |
| 7.   | Capitán Figari      | 26 | 32   |
| 8.   | Colegiales          | 26 | 30   |
| 9.   | 3 de Febrero        | 26 | 30   |
| 10.  | 3 de Noviembre      | 26 | 28   |
| 11.  | Oriental            | 26 | 28   |
| 12.  | Benjamín Aceval     | 26 | 28   |
| 13.  | Atlántida           | 26 | 23   |
| 14.  | Presidente Hayes    | 26 | 20   |

 Pos=Posición; PJ=Partidos jugados; Pts=Puntos.
|  | |
|  | Campeón. Ascendió en forma directa a la División Intermedia                                                  |
|  | Subcampeón. Jugó un partido de repechaje por el ascenso contra el campeón de la Primera División Nacional B. |
|  | Descendieron a Primera División C                                                                            |

## Campeón
|                             |
| Cristóbal Colón 1.er título |

## Repechaje por el ascenso
Tras culminar el torneo, el club subcampeón jugó partidos de ida y vuelta contra el campeón del Primera División Nacional B para definir el ascenso a la División Intermedia.
Finalmente, tras haber ganado 3:0 en el marcador global jugados los dos partidos, Fernando de la Mora ascendió a la División Intermedia.

#### Partido de ida
| 2 de noviembre de 2014, 17:00. | Ovetense | 0:0 | Fernando de la Mora | Ovetenses Unidos, Coronel Oviedo                      |  |
|                                |          |     |                     | Entradas vendidas: 3093 Árbitro(s): Arnaldo Samaniego |  |

#### Partido de vuelta
| 8 de noviembre de 2014, 17:10, Tigo Sports. | Fernando de la Mora                                  | 3:0 | Ovetense | Emiliano Ghezzi, Asunción                         |                                                   |
|                                             | Jorge Quintana 45, 49' (pen.) · Mílcar Gamarra 90+1' |     |          | Entradas vendidas: 1323 Árbitro(s): Federico Ríos | Entradas vendidas: 1323 Árbitro(s): Federico Ríos |